# Episodi di Cose dell'altro mondo (quarta stagione)
La quarta stagione della serie televisiva Cose dell'altro mondo è stata trasmessa in anteprima negli Stati Uniti d'America in syndication tra il 6 ottobre 1990 e il 25 maggio 1991.
| nº | Titolo originale                         | Titolo italiano | Prima TV USA     | Prima TV Italia |
| -- | ---------------------------------------- | --------------- | ---------------- | --------------- |
| 1  | New Kid on the Block                     |                 | 6 ottobre 1990   |                 |
| 2  | My Little Evie                           |                 | 13 ottobre 1990  |                 |
| 3  | Forget Your Troubles                     |                 | 20 ottobre 1990  |                 |
| 4  | A Mind Is a Terrible Thing to Read       |                 | 27 ottobre 1990  |                 |
| 5  | Evie's Guardian Angel                    |                 | 3 novembre 1990  |                 |
| 6  | Best Friends                             |                 | 10 novembre 1990 |                 |
| 7  | I Want My Evie TV                        |                 | 17 novembre 1990 |                 |
| 8  | Come Fly with Evie                       |                 | 24 novembre 1990 |                 |
| 9  | Roomies                                  |                 | 1º dicembre 1990 |                 |
| 10 | Evie's High Anxiety                      |                 | 8 dicembre 1990  |                 |
| 11 | Evie's False Alarm                       |                 | 19 gennaio 1991  |                 |
| 12 | Marlowe Vice                             |                 | 26 gennaio 1991  |                 |
| 13 | Evie's Latin Touch                       |                 | 2 febbraio 1991  |                 |
| 14 | My Mom, and Why I Love Her               |                 | 9 febbraio 1991  |                 |
| 15 | Heck's Angels                            |                 | 16 febbraio 1991 |                 |
| 16 | Would You Buy a Used Car from This Dude? |                 | 23 febbraio 1991 |                 |
| 17 | Evie Nightingale                         |                 | 2 marzo 1991     |                 |
| 18 | All About Evie                           |                 | 9 marzo 1991     |                 |
| 19 | Mayor Evie                               |                 | 16 marzo 1991    |                 |
| 20 | Stump Your Neighbor                      |                 | 27 aprile 1991   |                 |
| 21 | Evie's Three Promises                    |                 | 4 maggio 1991    |                 |
| 22 | Too Late for Evie                        |                 | 11 maggio 1991   |                 |
| 23 | Educating Kyle                           |                 | 18 maggio 1991   |                 |
| 24 | Evie's Eighteen                          |                 | 25 maggio 1991   |                 |